# エクスポージャー (経済)
エクスポージャー（英語: Exposure）とは経済・金融・リスクに関する概念で、以下のいずれかを指す。

1. ある者が持つ金融資産（ポートフォリオ）の中で、市場の価格変動のリスクにさらされている資産の度合い（割合）[1][2]
2. （上記1. を一部一般化して）ある特定のリスクファクターの（予期せざる）変動によって企業がどの程度影響を受けるかという尺度[3]
3. （全般的な）リスクにさらされている金額、残高[4][5]

「リスク・エクスポージャー」とも。

## 用例
導入部に記載した各定義（→#各定義）の番号に対応している。

### 定義1.の例
- 「為替ヘッジ取引等のリスクヘッジを行うことで、外貨エクスポージャーを減少させる」[1]

### 定義3.の例
- 「為替エクスポージャーは、為替ヘッジをしなければ外国証券に投資している残高と等しくなるが、為替ヘッジを行えば、その分だけ減少する」[5]
- 「スワップの含み益は取引相手がデフォルトすれば突然なくなってしまうため、信用リスクにさらされている金額なのでエクスポージャーである」[6]